# Rhamphomyia jesonensis
Rhamphomyia jesonensis är en tvåvingeart som beskrevs av Matsumura 1915. Rhamphomyia jesonensis ingår i släktet Rhamphomyia och familjen dansflugor. Inga underarter finns listade i Catalogue of Life.